# Mahalingpur
Mahalingpur é um cidade no distrito de Bagalkot, no estado indiano de Karnataka.

## Geografia
Mahalingpur está localizada a 16° 23′ N, 75° 07′ L. Tem uma altitude média de 560 metros (1837 pés).

## Demografia
Segundo o censo de 2001, Mahalingpur tinha uma população de 30 861 habitantes. Os indivíduos do sexo masculino constituem 51% da população e os do sexo feminino 49%. Mahalingpur tem uma taxa de literacia de 58%, inferior à média nacional de 59,5%: a literacia no sexo masculino é de 68% e no sexo feminino é de 48%. Em Mahalingpur, 15% da população está abaixo dos 6 anos de idade.